# Orfebrería

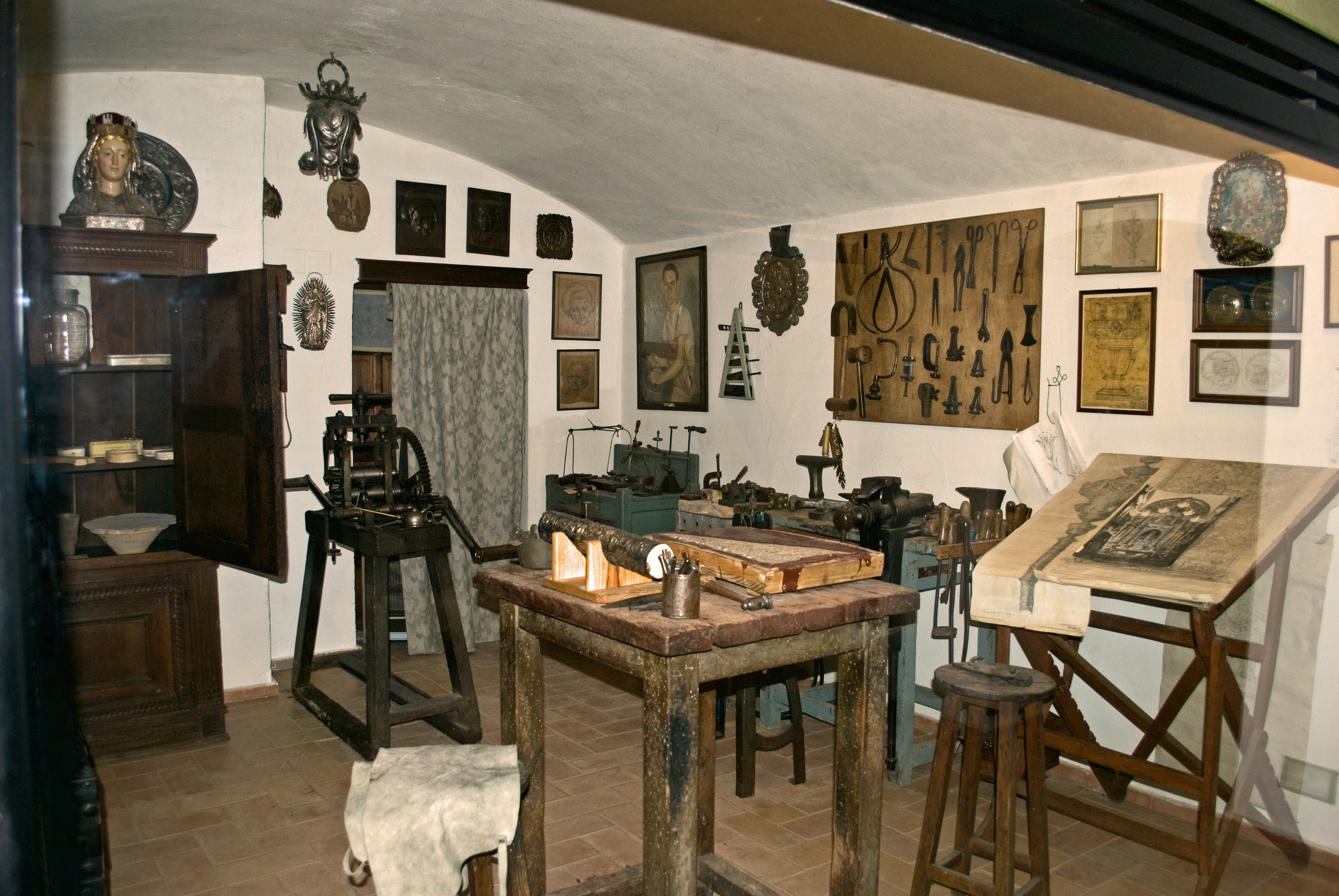
Taller de orfebrería donado por el artista Fernando Marmolejo al Museo de Artes y Costumbres Populares (Sevilla).

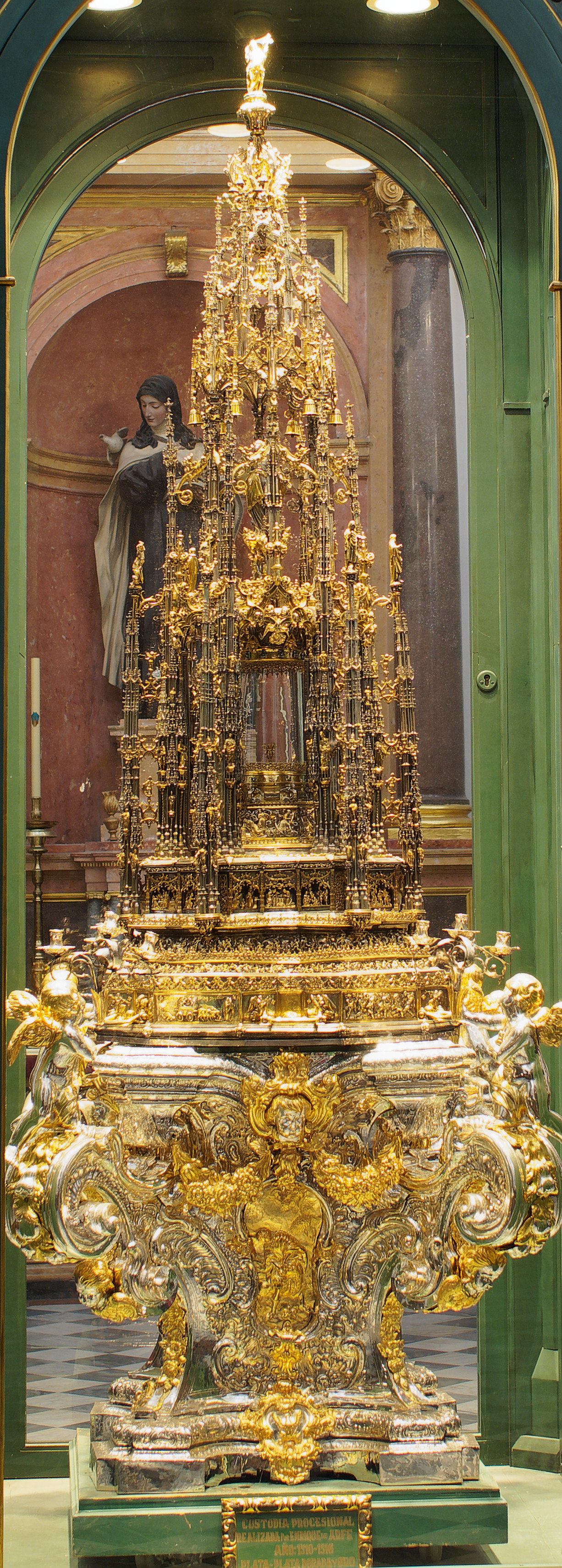
Custodia procesional de la Mezquita-catedral de Córdoba (España), pieza realizada en oro y plata por el orfebre Enrique de Arfe en el, con las contribuciones de Juan Ruiz el Vandalino y Bernabé García de los Reyes.

La orfebrería es el trabajo artístico realizado por orfebres u orives con metales preciosos, o aleaciones de ellos. El término orfebre procede del francés orfèvre [aurifaber ‘artífice’], y este a su vez tiene raíz latina en auri ‘oro’ y faber ‘arquitecto’, o bien del verbo latino facĕre ‘hacer, realizar’. Los metales labrados por el artesano son la plata y el oro o metales preciosos, o síntesis como el electro.

## Historia

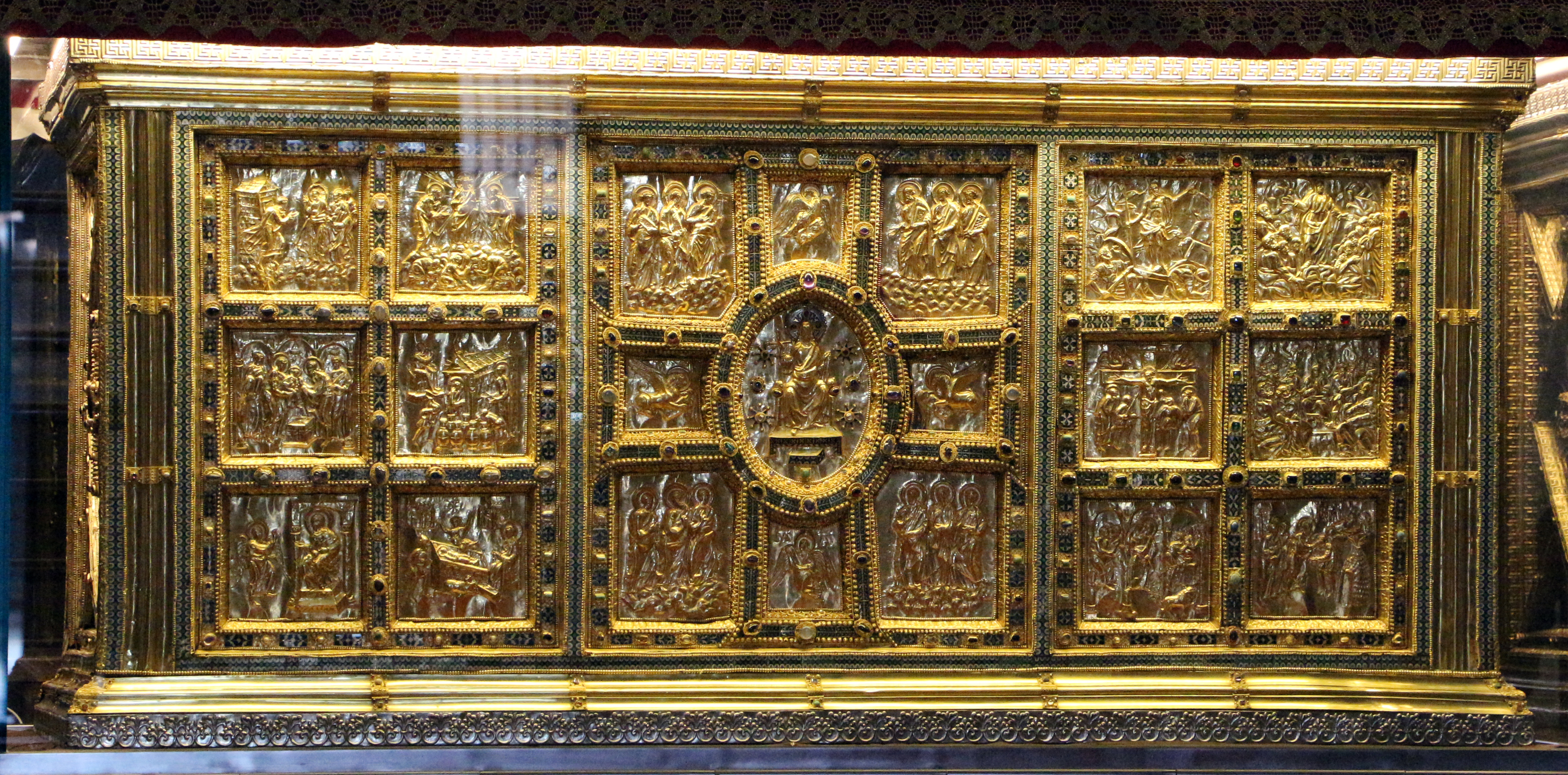
Altar de San Ambrosio de Milán, obra de Vuolvinus (c. 850).

Con el oro y la plata se fabricaban ya desde la prehistoria, utensilios muy variados como vasijas, piezas de adorno, joyas, monedas y estatuas siguiendo el estilo, la ornamentación y el gusto propios de la época y de la nación que los elaboraba, como puede observarse recorriendo las principales civilizaciones.
En su origen, las técnicas empleadas en el trabajo del oro fueron muy sencillas. El martillado en frío proporcionaba láminas e hilos que podían adoptar formas diferentes. Posteriormente, pero aún en una época temprana, se utilizaron el calentado y la fusión. Los avances técnicos supusieron una diversificación de las formas. En la península ibérica, a partir del Bronce Final se documentan las piezas compuestas y las primeras aleaciones. En España, parte de la continuidad de los trabajos de orfebrería está asociada a celebraciones como la Semana Santa.

## Técnicas de fabricación

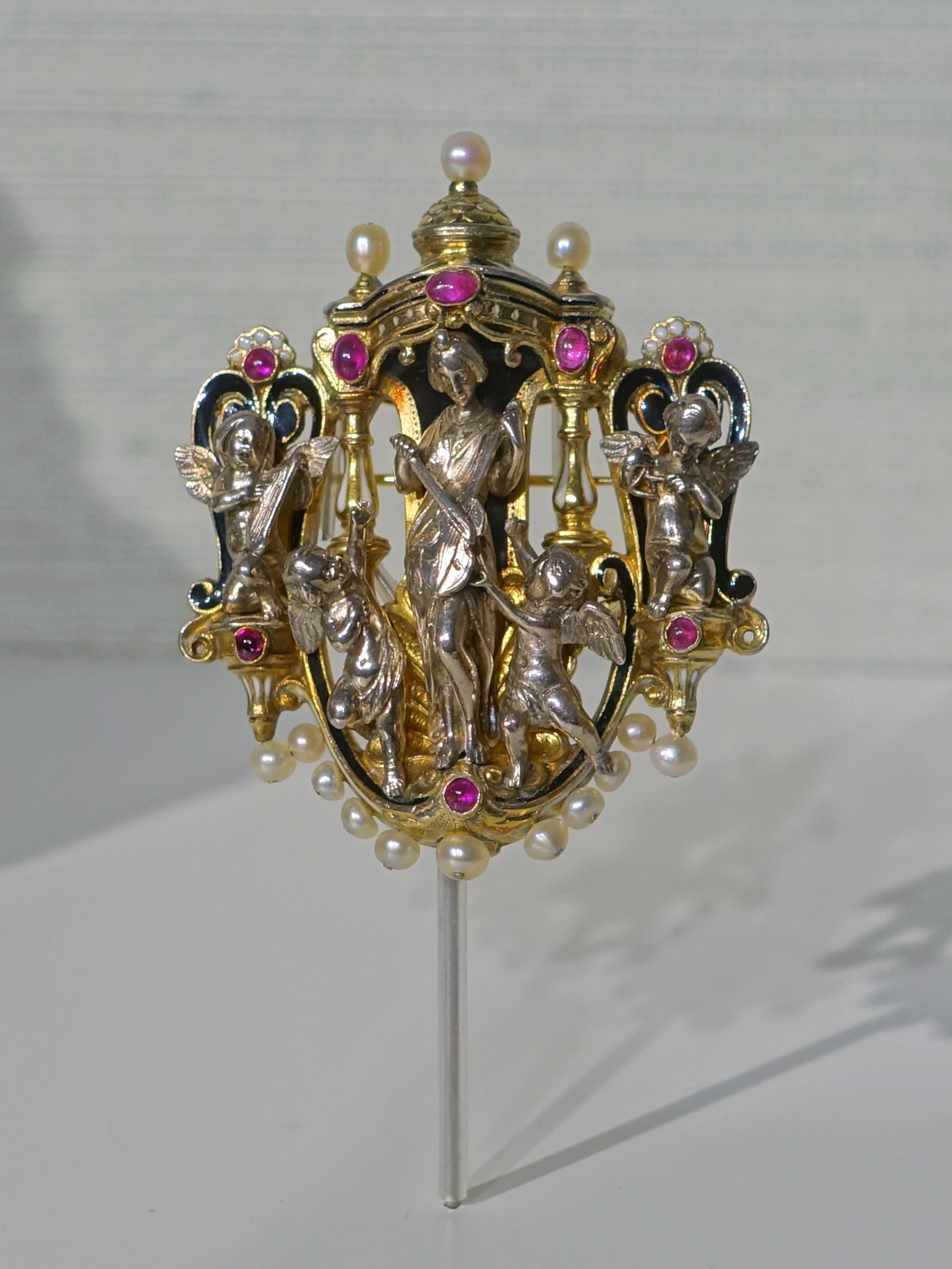
Broche Armonía (1847), de François-Désiré Froment-Meurice, plata parcialmente dorada, rubíes, esmalte y perlas, Hessisches Landesmuseum, Darmstadt

Fusión del material brutoObtenido el metal, se prepara en bruto fundiéndolo en un crisol a 1.063 °C para eliminar impurezas, posteriormente se vierte en un recipiente y se deja fundir.
Martillado y batidoSeparado el metal del recipiente, se realiza el batido o ‘martillado’, para el batido se necesita interponer un material flexible (cuero, tela, etc.) entre el metal y la herramienta para obtener láminas finas y evitar huellas o roturas. El martillado supone golpear directamente el metal para darle forma de lámina, lingote. Al martillar o batir las piezas, estas cambian de dureza y ductilidad debido a las transformaciones sufridas en su microestructura, por lo que se hace necesario el recocido uno o varias veces para evitar que se quiebre la lámina.
Cortado y acabadoEl cortado se realiza a través del simple doblado, marcando la línea de corte con una incisión. El acabado generalmente se practica por la cara externa o visible de la pieza y consiste en una limpieza o pulido por fricción o abrasión, valiéndose por ejemplo de arena.
Almas de bronce u otro metal, chapados y doradosEl dorado con panes de oro ya era una técnica empleadas por los egipcios en el III milenio a. C. El tratamiento de superficie más espectacular es el conocido como «mise en couleur», que consiste en eliminar la capa superficial de cobre haciendo aflorar el oro, empleando una solución ácida del jugo de ciertas plantas y el calor, este procedimiento era adecuando cuando el contenido de oro era alto. Si las piezas eran de baja ley se utilizaba una solución corrosiva de origen mineral, hablándose entonces de «refinación artificial», que permitía jugar con diferencias acusadas de color.

### Uniones mecánicas y ensambles
Se documentan sobre todo:
Soldadura sin aporte de material soldanteBasada en los distintos puntos de fusión de los elementos a unir.
Soldadura por difusión en fase sólidaCalentando por debajo del punto de fusión.
Soldadura con aporte de aleación soldanteDe composición Au-Ag-Cu (oro-plata-cobre).
Vaciado a la cera perdidaConsiste en realizar un modelo inicial en cera de un núcleo con la forma deseada, que se recubre de arcilla; de este modo, al derretirse y quedar eliminada la cera del interior cuando se vierte el oro fundido, se consigue un molde de fundición hueco que, al solidificarse, reproduce la forma del núcleo.

## Técnicas decorativas

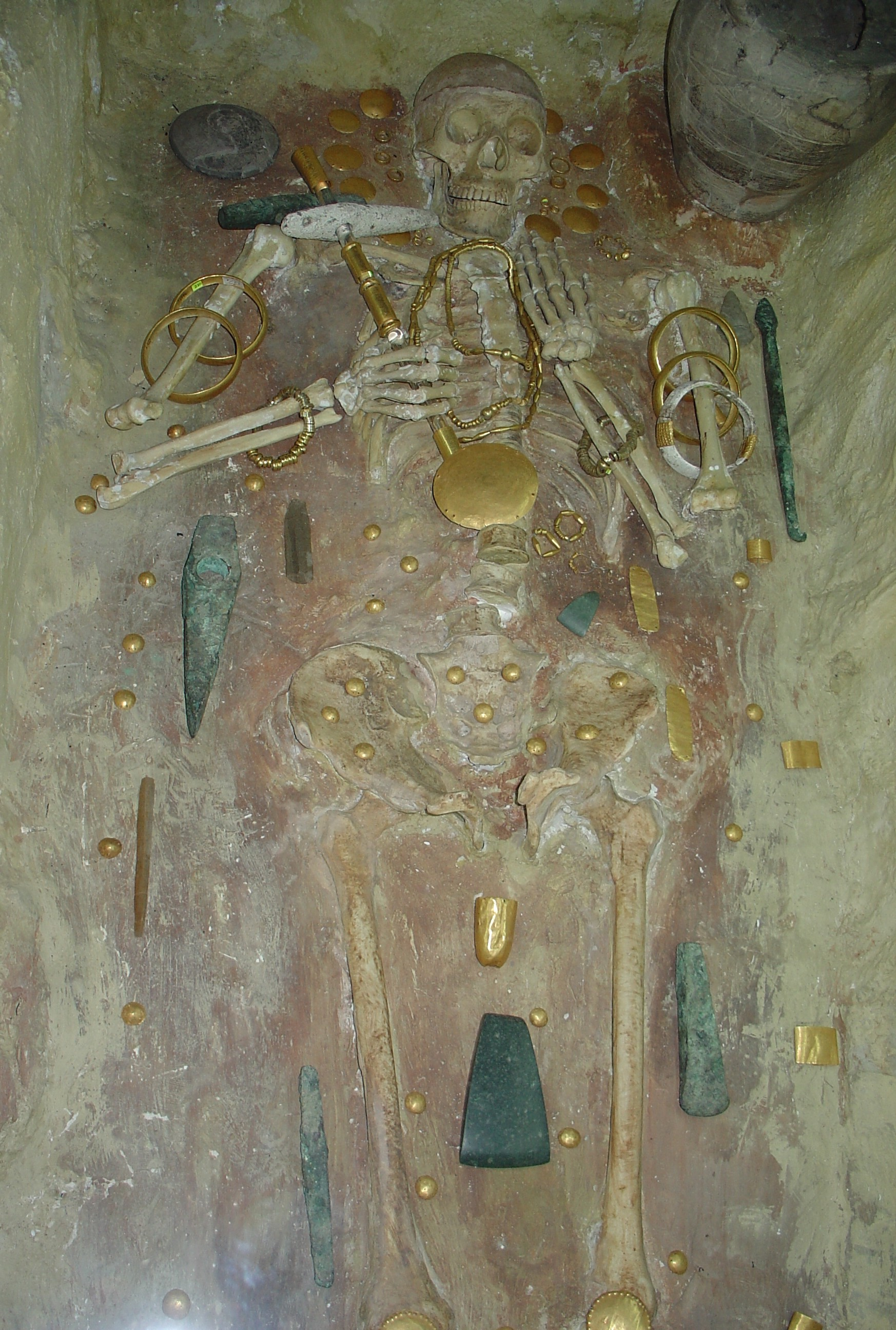
Sepultura 43 de la Necrópolis de Varna, el primer oro trabajado del mundo.

Remetido y embutido: El repujado se fundamenta en la realización de motivos con un cincel de punta roma para evitar que se corte la lámina, o bien con punzones que permitan curvar el metal sobre sí mismo y definir grietas profundas desde el reverso, para que salgan en el anverso. Si la pieza se trabaja por el anverso sobre un cuerpo ya en relieve, se trata de un «embutido», técnica que requiere trabajar sobre un soporte blando aunque consistente para que la lámina se mantenga fija.
PuntilladoEsta técnica decorativa se realiza con un cincel desde el reverso de la pieza, obteniendo motivos a base de puntos en relieve por el anverso.
Decoración incisaSe consigue mediante la incisión con un buril sobre la pieza y bajo un soporte firme que sujete el objeto.
EstampadoConsiste en presionar a golpe de martillo con un punzón metálico sobre el reverso de una lámina; en el extremo del punzón se halla el dibujo que se quiere reproducir en relieve. Cuando el punzón deja su marca solo por una cara del metal se llama «estampación por impresión», mientras que cuando deja un relieve por una cara y un hueco por otra se denomina «estampación repujada».
La filigranaEs un esquema decorativo diseñado mediante hilos que se sueldan a una lámina de base. Para fabricar los hilos hay dos métodos: en un caso, se parte de una lámina cortada en tiras estrechas que se enrollan sobre sí mismas sujetándolas por un extremo, lo que les deja marcas helicoidales de retorcimiento; y en el otro, se realiza un fundido previo en molde para obtener la forma de hilo y después se martillea hasta obtener la sección deseada. Se llama «filigrana sentada» cuando los hilos se sueldan sobre una base, y «filigrana al aire o calada» cuando los hilos se unen entre sí, sin base.
GranuladoSe basa en el mismo principio, y en él los hilos se sustituyen por pequeñas esferas de oro. Consiste en soldar pequeños gránulos o esferitas de oro a una superficie formando diversos motivos. Generalmente, «filigrana» y «granulado» se combinan entre sí, y a veces también con otras técnicas, alcanzando una gran complejidad compositiva.